# Thirteenth Air Force

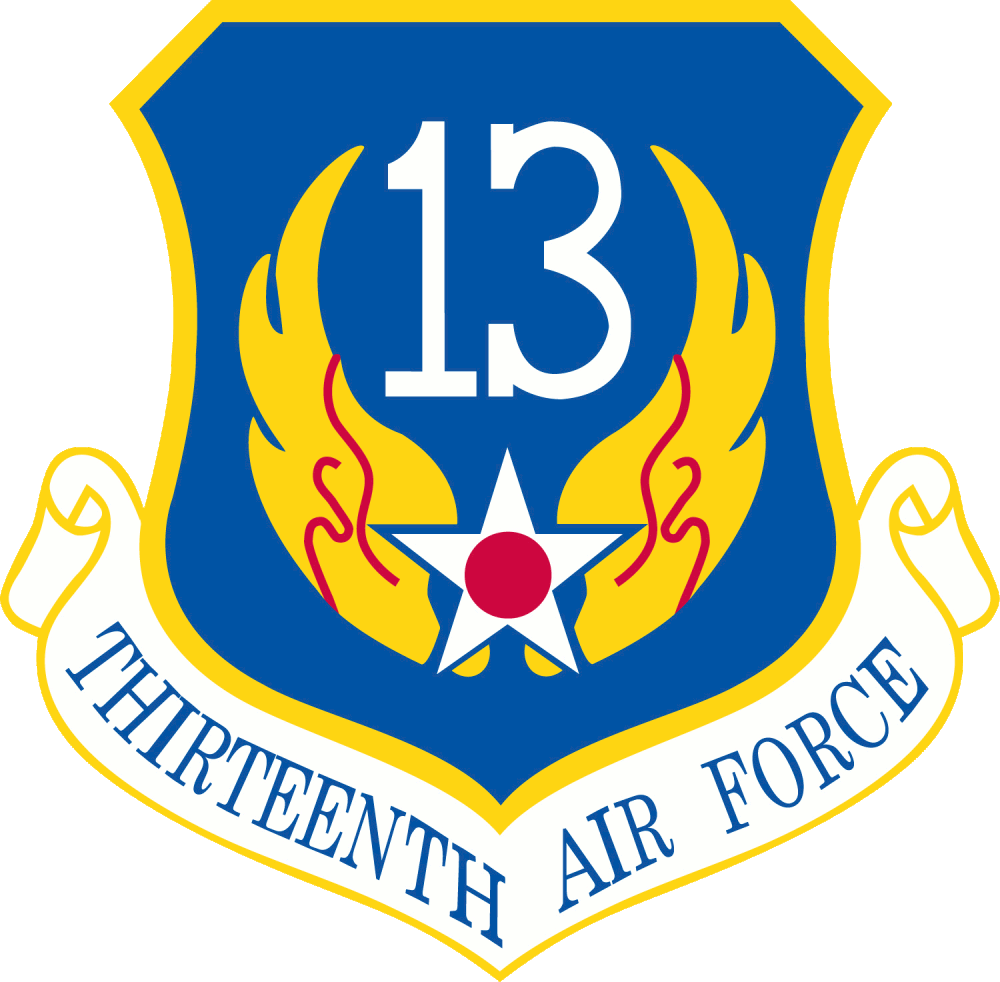

Die Thirteenth Air Force (deutsch 13. US-Luftflotte) war eine Luftflotte der US Air Force. Sie wurde 1942 gegründet und bei den Kampfhandlungen im Pazifik eingesetzt. Zusammen mit der 5th Air Force und der 7th Air Force bildete sie die Luftstreitkräfte der United States Army Air Forces im Pazifik. Die 13th Air Force wurde auch als Jungle Air Force bezeichnet und war eine von wenigen Luftflotten, die niemals auf dem Festland der USA oder auf Hawaii stationiert waren. Der Spitzname beruht auf dem Umstand, dass sie im Zweiten Weltkrieg häufig von in die üppige Vegetation der südpazifischen Inseln geschlagenen Flugfeldern aus operierte. Heute lebt die 13. Luftflotte unter dem Namen Thirteenth Expeditionary Air Force fort.

## Geschichte
Die 13th Air Force wurde im Dezember 1942 auf dem Plaine Des Gaiacs Airfield in Neukaledonien gegründet. Nach der Schlacht um Midway war das nächste Ziel der amerikanischen Verbände im Pazifik die Eroberung der von den Japanern gehaltenen Inseln bis hin zur Rückeroberung Neuguineas und der Philippinen. Neben den Verbänden der Navy und der Marines waren es Verbände der 7th Air Force und 13th Air Force, die das sogenannte Inselspringen unterstützten. Am 13. Januar 1943 war die 13th Air Force einsatzbereit um sich am beginnenden Island Hopping zu beteiligen. Stationen waren die Salomonen, die Gilbert und Marshallinseln, die Marianen und Palau.

## Zusammensetzung
Die Ausstattung bestand aus P-38 Lightning, P-39 Airacobra, P-40 Warhawk und P-61 Black Widow-Jägern sowie B-17 Flying Fortress, B-24 Liberator, B-25 Mitchell und B-26 Marauder-Bombern. Als Transportflugzeuge dienten C-46 Commando und C-47 Dakota. P-70 war eine Nachtjägerversion der A-20 und P-400 eine Variante der P-39. In den Weiten des Pazifik erwiesen sich vor allem die B-24 – wegen ihrer gegenüber der B-17 größeren Reichweite – und die P-38 – wegen der Möglichkeit auch im Einmotorenflug nach Hause zu kommen – als außerordentlich nützlich.
- XIII Fighter Command

18th Fighter Group (1943–47) (P-40F, P-39, P-38, P-61, P-70)
347th Fighter Group (1942–45) (P-39, P-38, P-40, P-400)
6th Night Fighter Squadron (Februar – September 1943) (P-70,P-38)
419th Night Fighter Squadron (April – November 1943) (P-38, P-61)
550th Night Fighter Squadron (1944–46) (P-61)
- XIII Bomber Command

5th Bombardment Group (1943–46) (B-17, B-24)
11th Bombardment Group (1943) (B-17, B-24)
42d Bombardment Group (1943–45) (B-25, B-26)
307th Bombardment Group (1943–45) (B-17, B-24)
868th Bombardment Squadron (1944–45) (B-24)
- 4th Reconnaissance Group (1943–45) (F-5 (P-38))
- 7th Radio Squadron (mobile Funkstationen)
- 403d Troop Carrier Group (1943–46) (C-46, C-47)

## Einsätze
Die Einheiten der 13th AF operierten auf fast jedem wichtigen Standort im Pazifik und stellten zusammen mit den F4F der Marineflieger die die Luftverteidigung der eroberten Insel Guadalcanal. Bei der Eroberung der von den Japanern besetzten Inseln leistete sie Luftunterstützung für die Marines und flog Angriffe auf japanische Ziele. Einer der bekanntesten Einsätze war das Abfangen der Staffel, die Admiral Yamamoto an Bord hatten, durch P-38 der 339th Fighter Squadron der 347th Fighter Group.

### Stationen

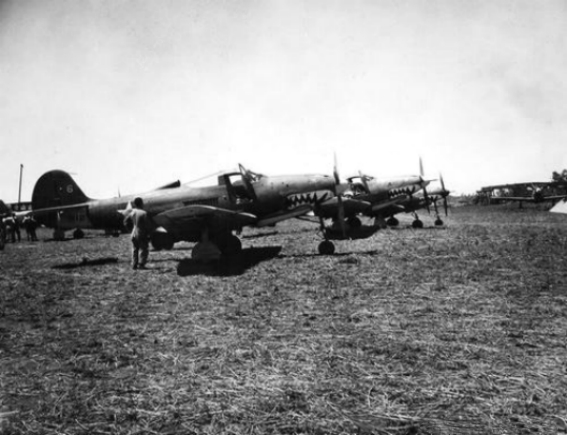
P-39 auf dem Henderson Field auf Guadalcanal

- Espiritu Santo, Neue Hebriden, Januar 1943
- Guadalcanal, Salomonen, Januar 1943
- Neukaledonien, Januar 1943
- Los Negros, Admiralitätsinseln, Juni 1944
- Hollandia, Neuguinea, September 1944
- Niederländisch Ostindien, September 1944
- Luzon, Philippinen, März 1945

## Nach dem Zweiten Weltkrieg

### Pacific Air Command
Am 1. Januar 1946 wurden die 5th Air Force, die 13th Air Force und die 7th Air Force zusammengelegt und bildeten das Pacific Air Command, welches später in US Far East Air Force umbenannt wurde.

## Koreakrieg
Im Koreakrieg setzte sich die 13th Air Force folgendermaßen zusammen:
- 18th Fighter-Bomber Wing/Group (F-80)
- 21st Troop Carrier Squadron (C-54)
- 6204th Photo Mapping Flight (RB-17)

## Standorte
Die 13. Luftflotte war zunächst auf der Clark Air Base auf den Philippinen stationiert. Nach einem Ausbruch des Vulkans Pinatubo im Juni 1991 wurde diese von Vulkanasche verschüttet und für militärische Zwecke unbrauchbar. Daher wurde die 13. Luftflotte auf die Andersen Air Force Base in Guam verlegt. Im Jahr 2005 wurde sie dann auf die Hickham Air Force Base in Hawaii verlegt.

## Umbenennung
Nach dem Koreakrieg hatte die 13. AF nur noch logistische Aufgaben und Ende 2012 wurde sie unter diesem Namen aufgelöst, aber unter dem Namen Thirteenth Expeditionary Air Force reaktiviert und auf der Joint Base Pearl Harbor-Hickam auf Hawaii stationiert.

## Liste der Kommandierenden Generale der 13. Luftflotte 1943 bis 2012
| Name                                           | Beginn der Berufung | Ende der Berufung  |
| ---------------------------------------------- | ------------------- | ------------------ |
| Generalmajor Nathan F. Twining                 | 13. Januar 1943     | 27. Juli 1943      |
| Brigadegeneral Ray L. Owens                    | 27. Juli 1943       | 7. Januar 1944     |
| Generalmajor Hubert R. Harmon                  | 7. Januar 1944      | 6. Juni 1944       |
| Brigadegeneral George L. Usher (kommissarisch) | 6. Juni 1944        | 15. Juni 1944      |
| Generalmajor St. Clair Streett                 | 15. Juni 1944       | 19. Februar 1945   |
| Generalmajor Paul Wurtsmith                    | 19. Februarl 1945   | 4. Juli 1946       |
| Generalmajor Eugene L. Eubank                  | 4. Juli 1946        | November 1948      |
| Brigadegeneral Jarred V. Crabb (kommissarisch) | November 1948       | 1. Dezember 1948   |
| Generalmajor Charles T. Myers                  | 1. Dezember 1948    | 30. Mai 1949       |
| Generalmajor Howard M. Turner                  | 30. Mai 1949        | 16. Oktober 1951   |
| Generalmajor Ernest Moore                      | 16. Oktober 1951    | 10. Oktober 1952   |
| Generalmajor John W. Sessums, Jr.              | 10. Oktober 1952    | 27. August 1954    |
| Brigadegeneral William L. Lee                  | 27. August 1954     | 15. September 1956 |
| Generalmajor John B. Ackerman                  | 15. September 1956  | Februar 1958       |
| Keine Angabe                                   | Februar 1958        | 14. April 1958     |
| Generalmajor Thomas S. Moorman                 | 14. April 1958      | 19. Juni 1961      |
| Generalmajor Theodore R. Milton                | 19. Juni 1961       | 24. Juli 1963      |
| Generalmajor Sam Maddux Jr.                    | 24. Juli 1963       | 1. Juli 1965       |
| Generalleutnant James W. Wilson                | 1. Juli 1965        | 1. August 1967     |
| Generalleutnant Benjamin O. Davis Jr.          | 1. August 1967      | 1. August 1968     |
| Generalleutnant Francis C. Gideon              | 1. August 1968      | 1. Februar 1970    |
| Generalleutnant Marvin L. McNickle             | 1. Februar 1970     | 1. September 1972  |
| Generalleutnant William G. Moore Jr.           | 1. September 1972   | 1. Oktober 1973    |
| Generalmajor Leroy J. Manor                    | 1. Oktober 1973     | 8. Oktober 1976    |
| Generalmajor Freddie L. Poston                 | 8. Oktober 1976     | 9. April 1979      |
| Generalmajor James R. Hildreth                 | 9. April 1979       | 22. Juni 1981      |
| Generalmajor Kenneth D. Burns                  | 22. Juni 1981       | 6. Juli 1984       |
| Generalmajor Michael A. Nelson                 | 6. Juli 1984        | 17. Juni 1985      |
| Generalmajor Gordon E. Williams                | 17. Juni 1985       | 27. März 1986      |
| Brigadegeneral Charles F. Luigs                | 27. März 1986       | 31. Juli 1986      |
| Generalmajor Michael P. C. Carns               | 31. Juli 1986       | 19. Juni 1987      |
| Generalmajor Donald Snyder                     | 19. Juni 1987       | Januar 1990        |
| Generalmajor William A. Studer                 | Januar 1990         | 2. Dezember 1991   |
| Generalmajor H. Hale Burr                      | 2. Dezember 1991    | 21. Juli 1994      |
| Generalmajor Richard T. Swope                  | 21. Juli 1994       | 22. April 1996     |
| Generalmajor John R. Dallager                  | 22. April 1996      | 20. August 1998    |
| Generalmajor Thomas C. Waskow                  | 20. August 1998     | Mai 1999           |
| Generalmajor Daniel M. Dick                    | Mai 1999            | 14. November 2000  |
| Generalmajor Theodore W. Lay II                | 14. November 2000   | 21. September 2002 |
| Generalmajor Dennis R. Larsen                  | 21. September 2002  | 24. Januar 2005    |
| Generalmajor Edward A. Rice Jr.                | 24. Januar 2005     | 6. Oktober 2006    |
| Generalleutnant Loyd S. Utterback              | 6. Oktober 2006     | 2. September 2009  |
| Generalleutnant Herbert J. Carlisle            | 2. September 2009   | Dezember 2010      |
| Generalleutnant Stanley T. Kresge              | Dezember 2010       | 28. September 2012 |

## Liste der Kommandierenden Generale der 13. Expeditionsluftflotte ab 2012
| Name                                | Beginn der Berufung | Ende der Berufung |
| ----------------------------------- | ------------------- | ----------------- |
| Generalmajor Russell J. Handy       | 29. September 2012  | 18. Juli 2013     |
| Brigadegeneral Paul H. McGillicuddy | 18. Juli 2013       | August 2013       |
| Brigadegeneral Jeffrey R. McDaniels | August 2013         | Juni 2015         |
| Brigadegeneral Dirk D. Smith        | Juni 2015           | März 2017         |
| Brigadegeneral Stephen C. Williams  | März 2017           | 14. Januar 2019   |
| Generalmajor Russell L. Mack        | 14. Januar 2019     | 3. Juni 2019      |
| Generalmajor Scott L. Pleus         | 3. Juni 2019        | 18. Juli 2020     |
| Generalmajor Lansing Pilch          | 18. Juli 2020       | 26. Juli 2021     |
| Generalmajor David R. Iverson       | 26. Juli 2021       | 30. Januar 2024   |
| Generalmajor Brandon D. Parker      | 30. Januar 2024     | Juli 2024         |

Die Kommandeure der 13. Expeditionsflotte bekleiden in der Regel auch den Posten des Directors of Air and Cyberspace Operations bei den Pacific Air Forces.